# Micro TDH
Fernando Daniel Morillo Rivas (Mérida, 14 de abril de 1999), conocido artísticamente como Micro TDH, es un cantante y compositor venezolano.
Ha interpretado diversos géneros y estilos musicales como hip hop, trap, Dance Pop, rhythm and blues, reguetón, pop urbano y reggae.
Ganó mayor popularidad a nivel internacional gracias a su colaboración en la canción «Te vi» de la banda colombiana Piso 21, También es conocido por sencillos como «Cafuné», «Bésame sin sentir», «Demasiado tarde» con Lenny Tavárez y «Dime cuántas veces (remix)» con Rels B, Lenny Tavárez y Justin Quiles. En 2016 fue galardonado en los Premios Unión Rock Show como mejor artista revelación.

## Biografía
Fernando Morillo nació el 14 de abril de 1999 en la ciudad de Mérida, Estado Mérida, Venezuela. Es hijo de Thonie Rivas y nieto de Carmen Esther Morales. A los 4 años de edad comenzó a sentir interés por la música, participando en cuñas navideñas y programas de radios regionales. 
A los 12 años decide incursionar en la música rap debutando como freestyler en las calles de Mérida donde se dio a conocer como MC microbio. Y más adelante nace "MC Micro".
Su historia en la industria musical inicia con la compañía discográfica The Dog House, de dónde formó su nombre como Micro TDH.

## Trayectoria artística
Su primera producción fue junto al grupo The Dog House (TDH), con los que realiza un mixtape llamado The Dog House Mixtape Vol. 1", compuesto por un total de ocho temas, en el que además comparte líricas junto a Misterio MC, Kaba, J- Force, entre otros.
Más tarde en 2016 firmó contrato con la compañía Los Vatos Inc, la cual dirigía el trapero Neutro Shorty, con la cual estuvo hasta finales de 2018.
Ganó dos premios en la sexta edición de los Premios Pepsi Music Venezuela en las categoría «Mejor tema Hip Hop» con el tema de Cafuné y «Artista refrescante».
Ha colaborado con varios artistas de talla internacional como Big Soto, Akapellah, Rels b, Piso 21, Khan, Gera MX, Justin Quiles, Myke Towers y Lenny Tavarez. En colaboración con este último ha lanzado el sencillo «Demasiado tarde» el cual cuenta con más de 160 millones de reproducciones en YouTube y que hace parte de las primeras composiciones del artista en el estudio de grabación en la ciudad de Medellín, Colombia luego de ser firmado por la productora Musical Big Ligas.
En el 2020 lanzó el videoclip del tema «Ámate».
En el 28 de junio de 2021, Micro TDH ha firmado un contrato discográfico exclusivo con Warner Music Latina.
En el 2024 se estrenó la película Lost Soulz donde participó como actor y cantante.

## Discografía

### Álbumes
- 2015: Sin Coro MixTape
- 2016: 18/04[22]
- 2017: Inefable[22][23]
- 2021: Nueve[23]
- 2022: The Classics, vol. 1[24]
- 2024: The Classics, vol. 2[25][26]